# 템페라

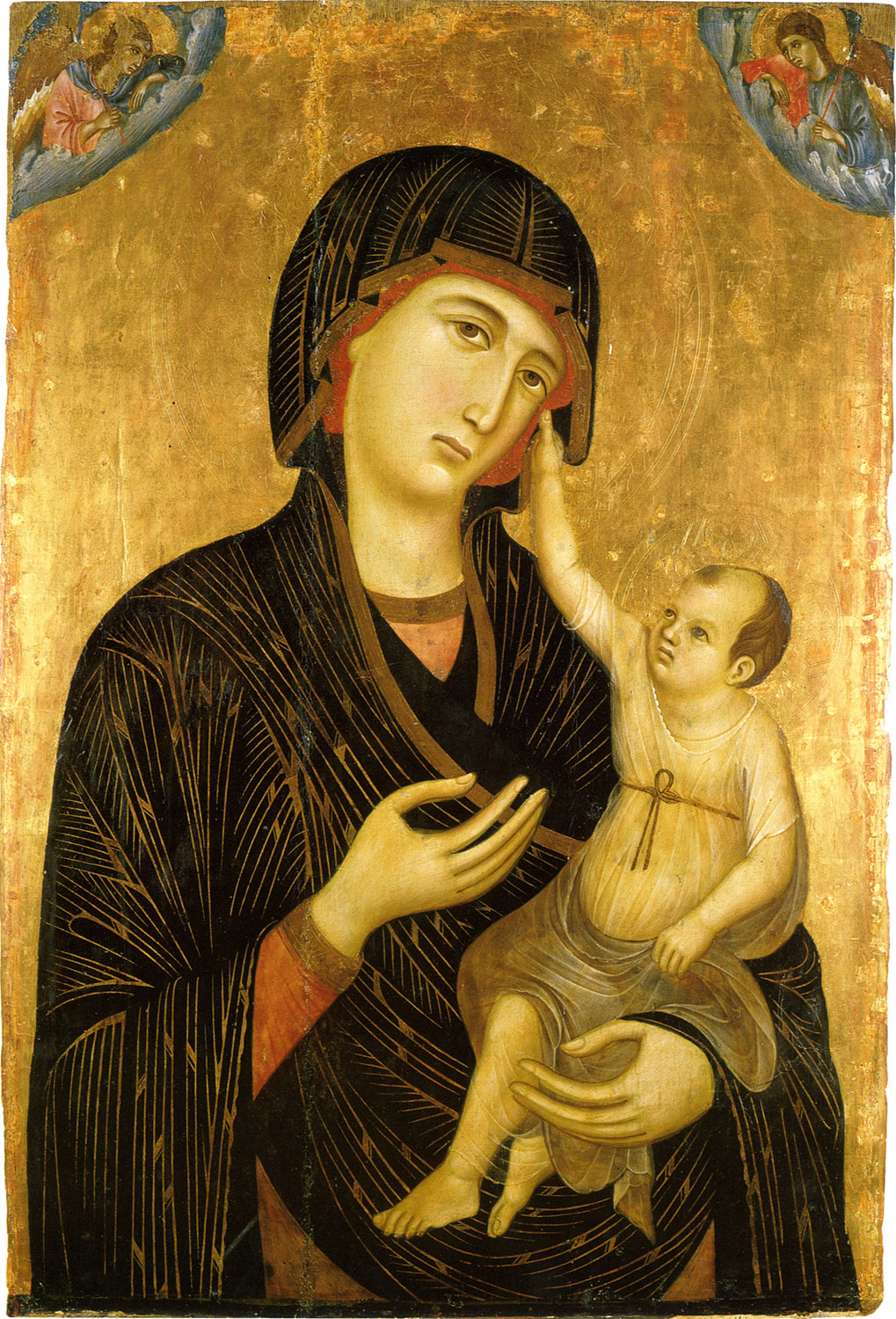
두초가 템페라를 이용하여 그린 성모자상 (1284년)

템페라(Tempera)는 기름과 아교질로 된 유제(乳劑)의 수용성 매제(媒劑, 고착제)로서 안료를 이긴 화구이다.

## 역사
포도주에 물을 타는 것과, 회화에서 안료를 이겨서 화구로 만들기 위하여 고착제를 섞는 것을 템페라레(temperare)라고 하며, 그 혼합물 즉 고착제(固着劑)를 템페라라고 하였다. 달걀을 비롯하여 아교, 아라비아 고무, 수지, 기름 등 여러 가지가 있으나 그 중에서도 달걀이 대표적이었다. 한편, 고착제를 필요로 하지 않는 프레스코가 14세기에 이르러 넓게 보급되자 그와 구별하기 위하여 고착제를 사용하는 화법, 그리고 그 화법에 의한 회화를 아 템페라(a tempera)라고 하기에 이르렀다. 이것에는 세코(secco) 화법(밑칠이 건조한 다음 안료에 고착제를 가하여 그리는 기법)에 의한 벽화, 판화. 미니어처 등 프레스코 이외의 모든 회화가 포함되어 있다. 16세기 이후 유채화(유화)가 회화의 중요한 위치를 차지하자, 유채화 이외의 주로 달걀을 사용한 종래의 화법은 모두 템페라라고 하였다.

## 특징
템페라화는 빨리 마르고 튼튼하며 내구성이 풍부한 화구층을 만들며, 유화구와 달라서 건조하면 색조가 더 밝아진다. 그러나 속히 건조하므로 색면의 평도(平塗)와 번지기 기법에는 부적합하여 선묘적(線描的)인 성격을 띠나, 가끔 유화구와 병용하면 그 결점이 보완된다. 달걀은 흰자위 또는 노른자위만을 사용하는 경우와 양쪽을 모두 쓰는 경우가 있다. 유제 중에서 기름의 비율이 큰 것은 유성 템페라라고 함. 근래에는 합성수지의 새로운 용제를 사용한 것도 템페라라고 할 때도 있다.

## 템페라를 이용한 작품

<비너스의 탄생> (1486년경), 산드로 보티첼리. 캔버스에 템페라. 피렌체.
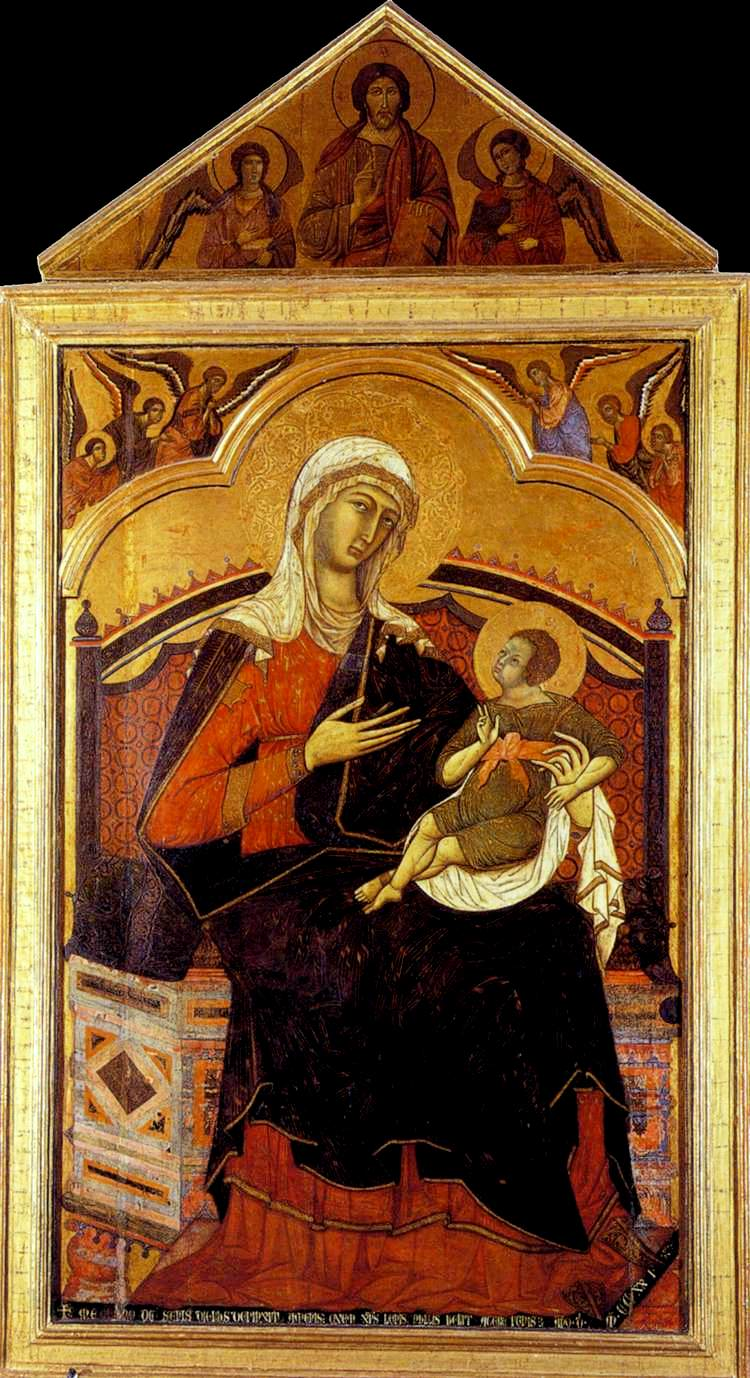
<산 레골로 교회> (1285~1295년), 구이도 다 시에나. 패널에 템페라와 금박. 시에나.
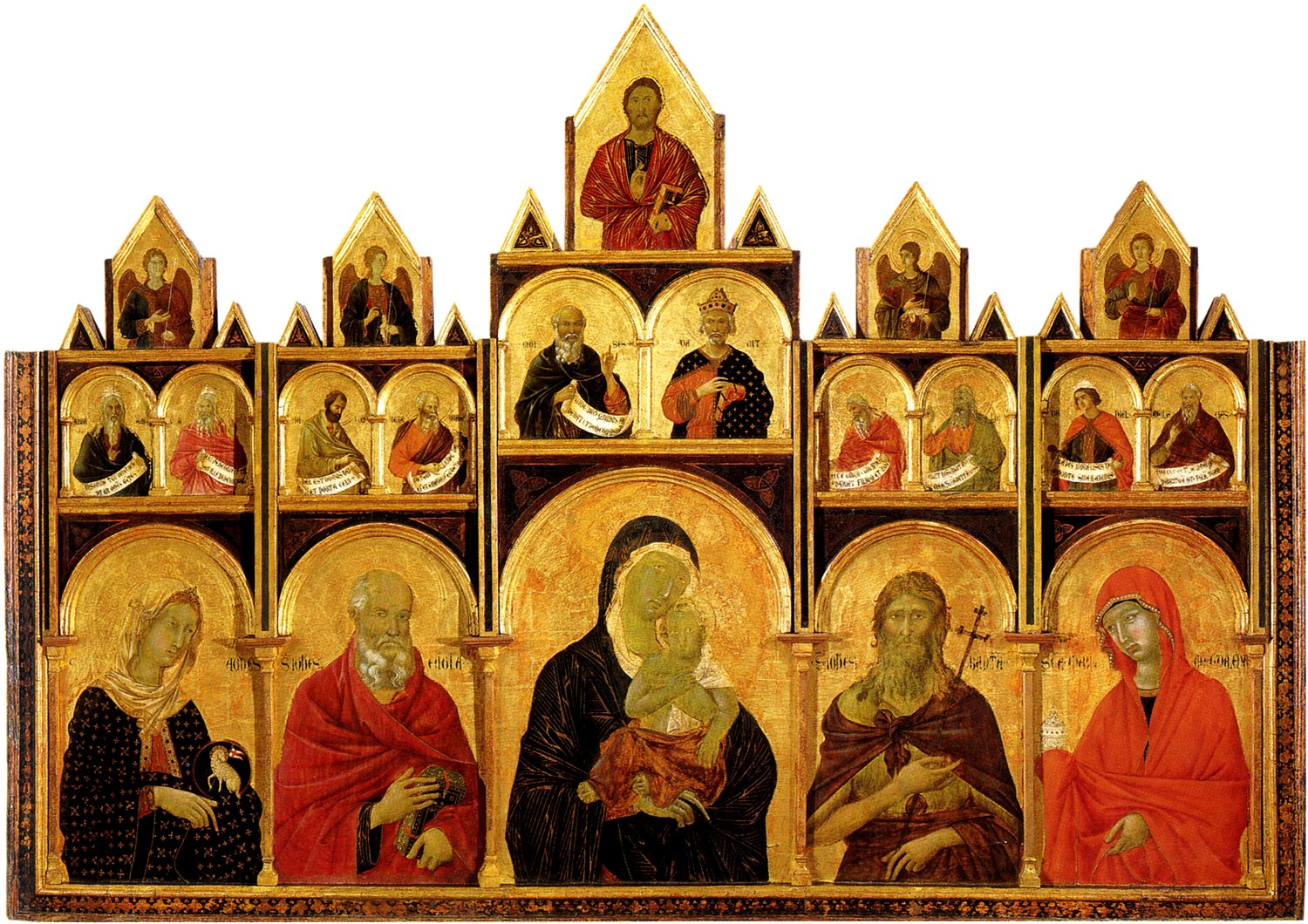
<성인과 성모자상 폴리프티카> (1311~1318년), 두치오. 목판에 템페라와 금박.
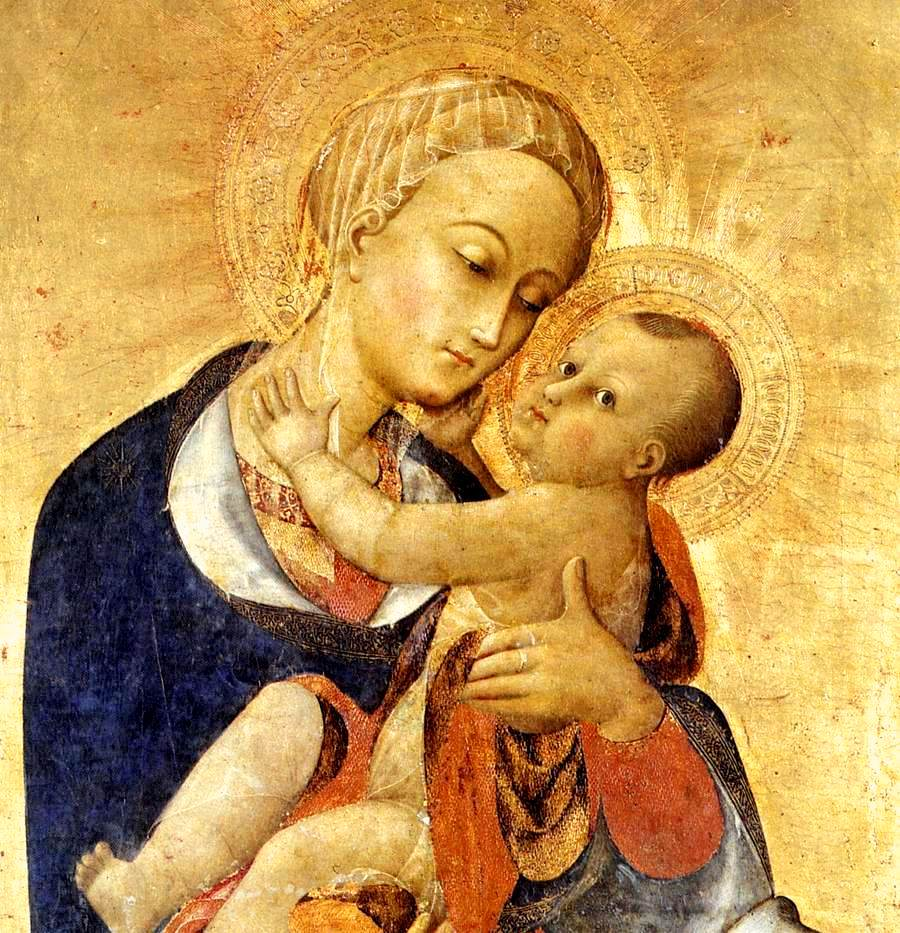
<성모 마리아상> (1435년), 사세타. 목판에 템페라, 코르토나.
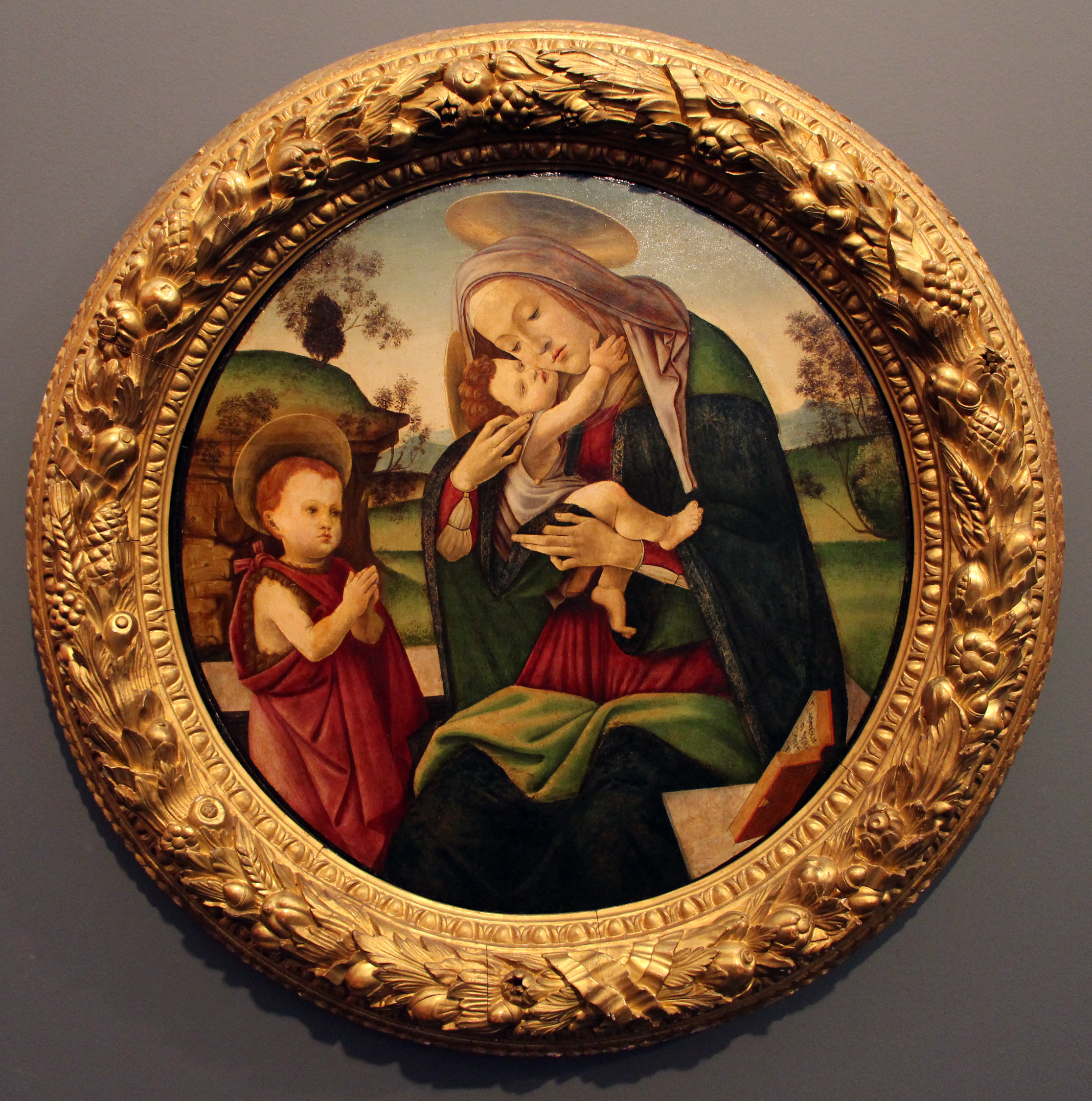
<어린아기 세례자 성 요한을 안고 있는 성모 마리아> (1490~1500년), 산드로 보티첼리, 패널에 템페라.
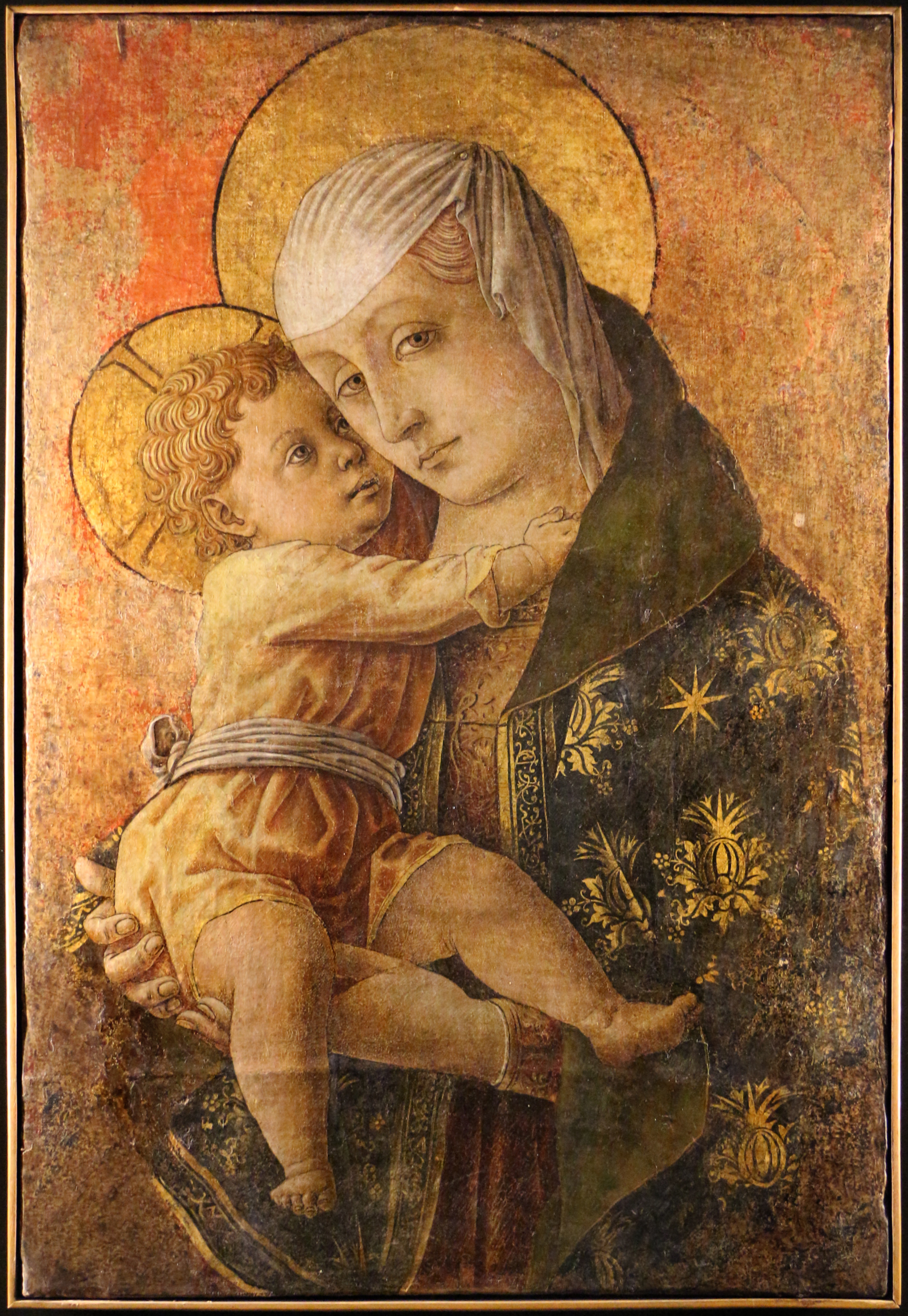
<성모자상> (1470), 크리벨리. 목판에 템페라, 캔버스로 옮김.
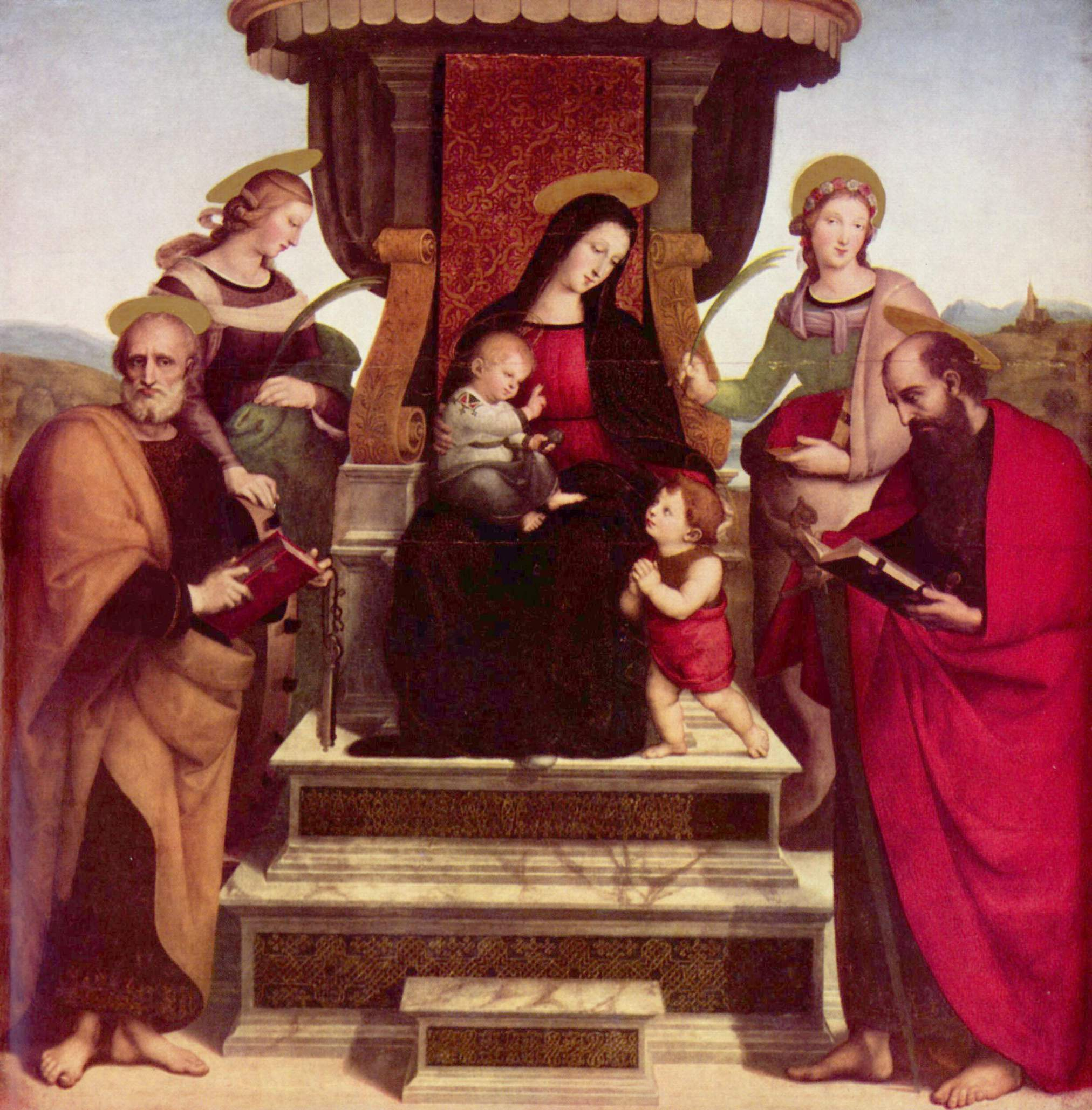
<성모자와 성인상> (1503~1505년), 라파엘로. 목판에 템페라와 금박.
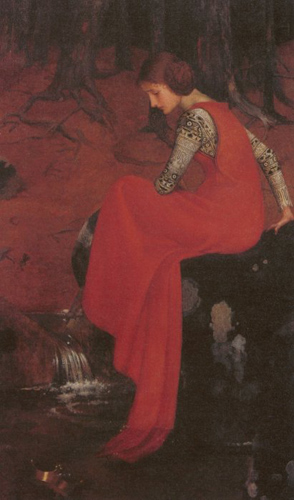
<멜리장드> (1895~1898), 마리앤 스토크스. 캠버스에 템페라.
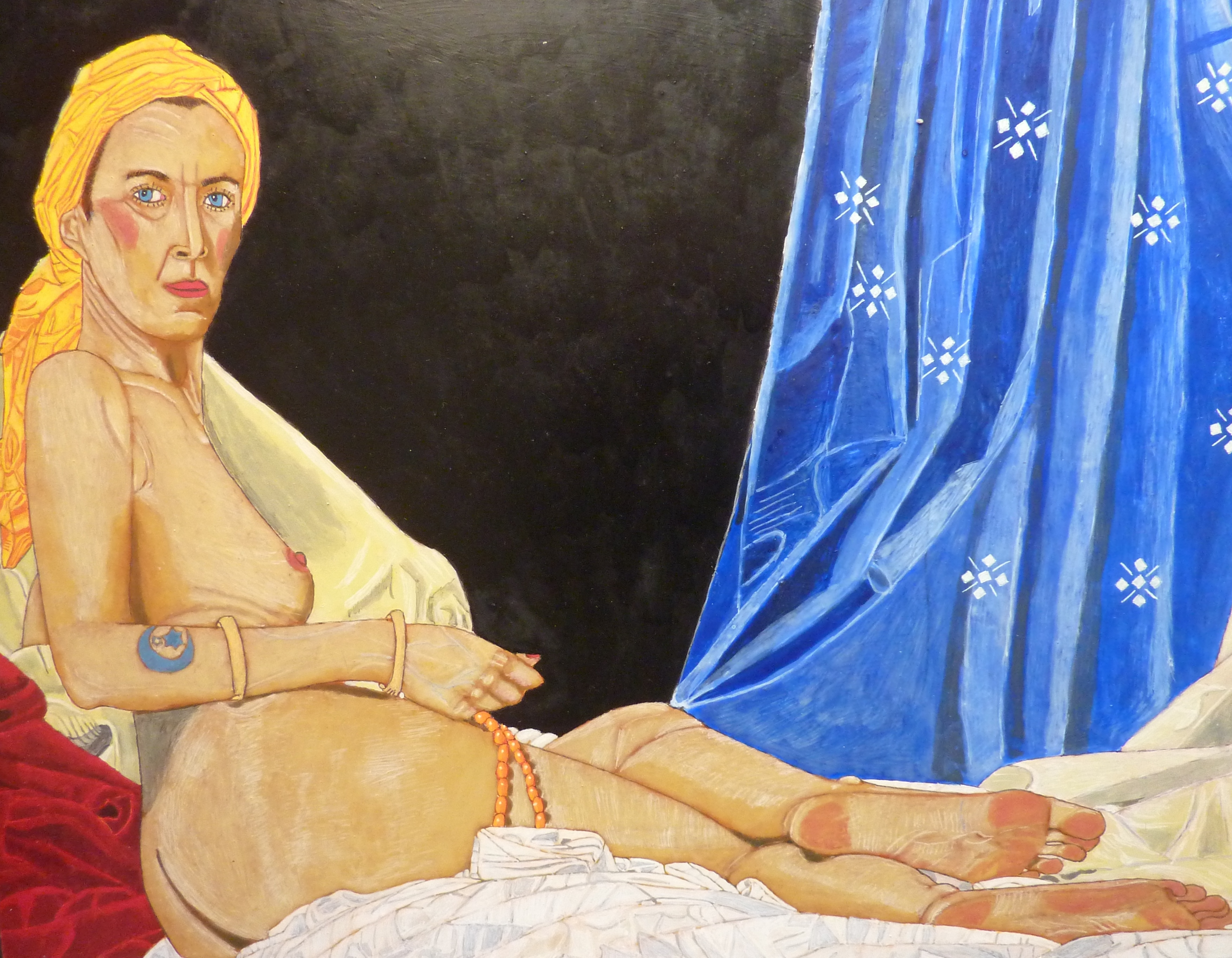
<노란 터번을 두른 오달리스크> (2014년), 앙젤리크 베그. 목판에 템페라.
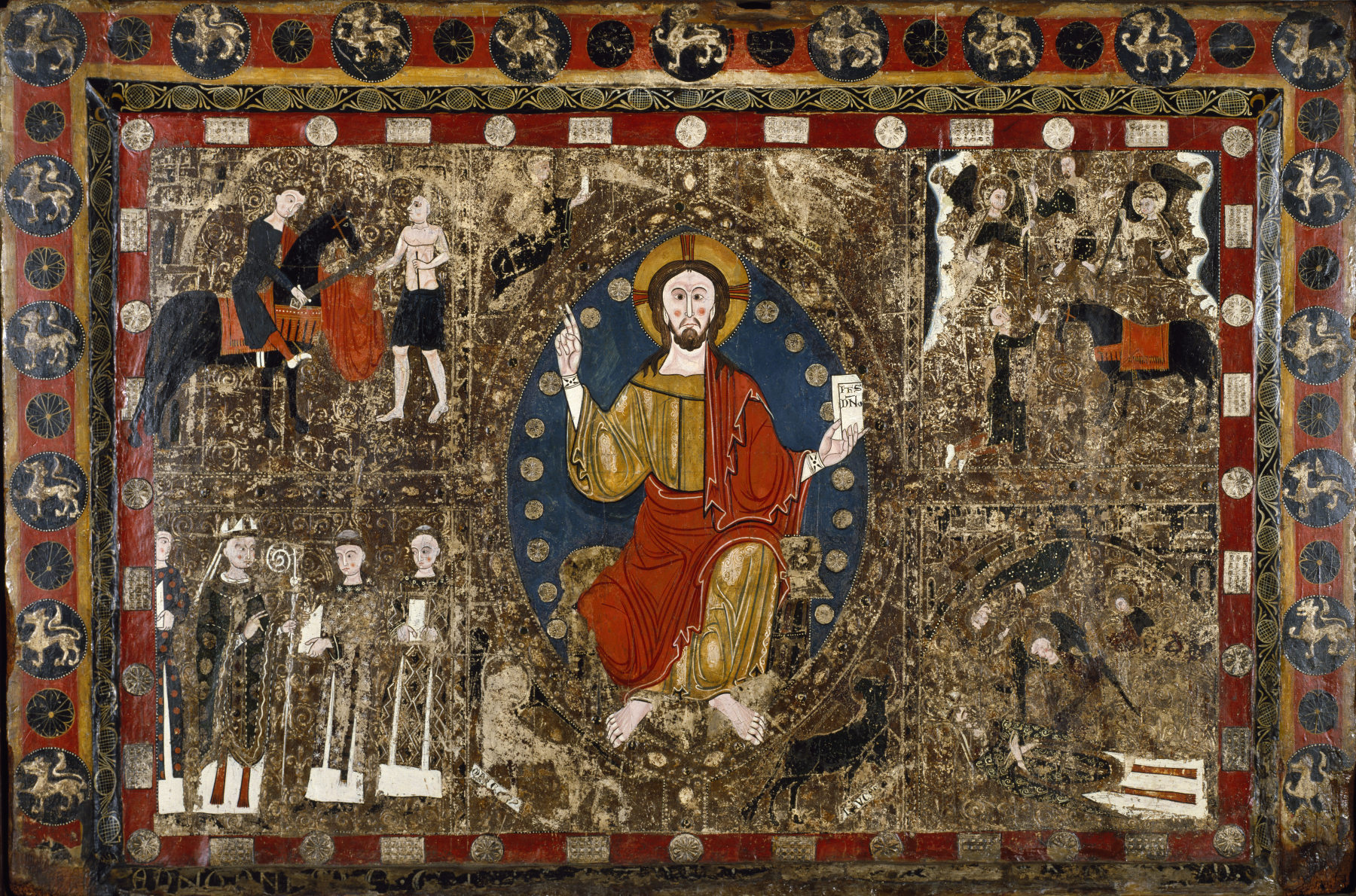
<예수님과 성 마르틴의 생애가 그려진 제단화>. 월터스 미술관 소장.
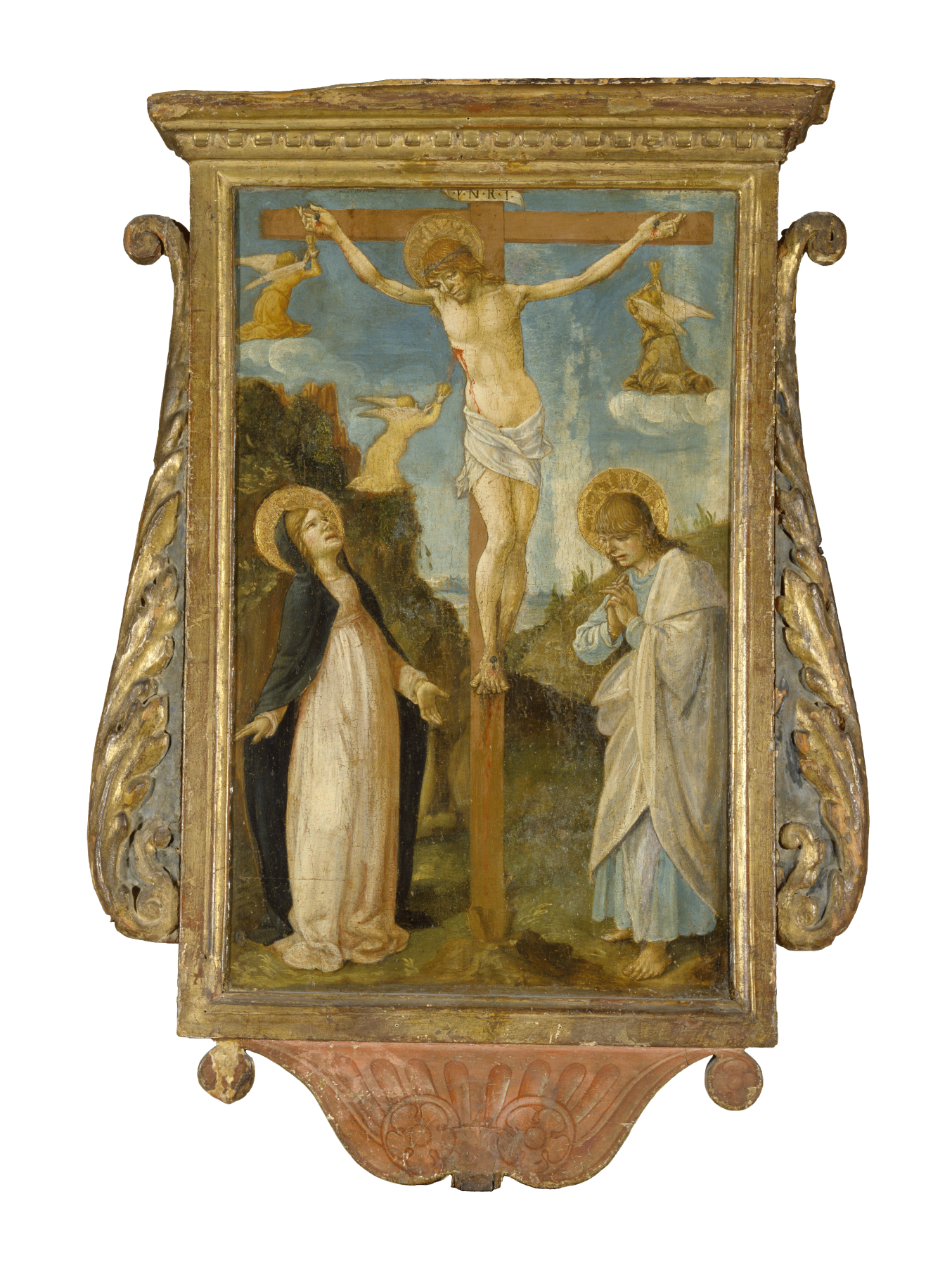
<십자가에 못박히는 그리스도와 성 미카엘>, 월터스 미술관 소장.
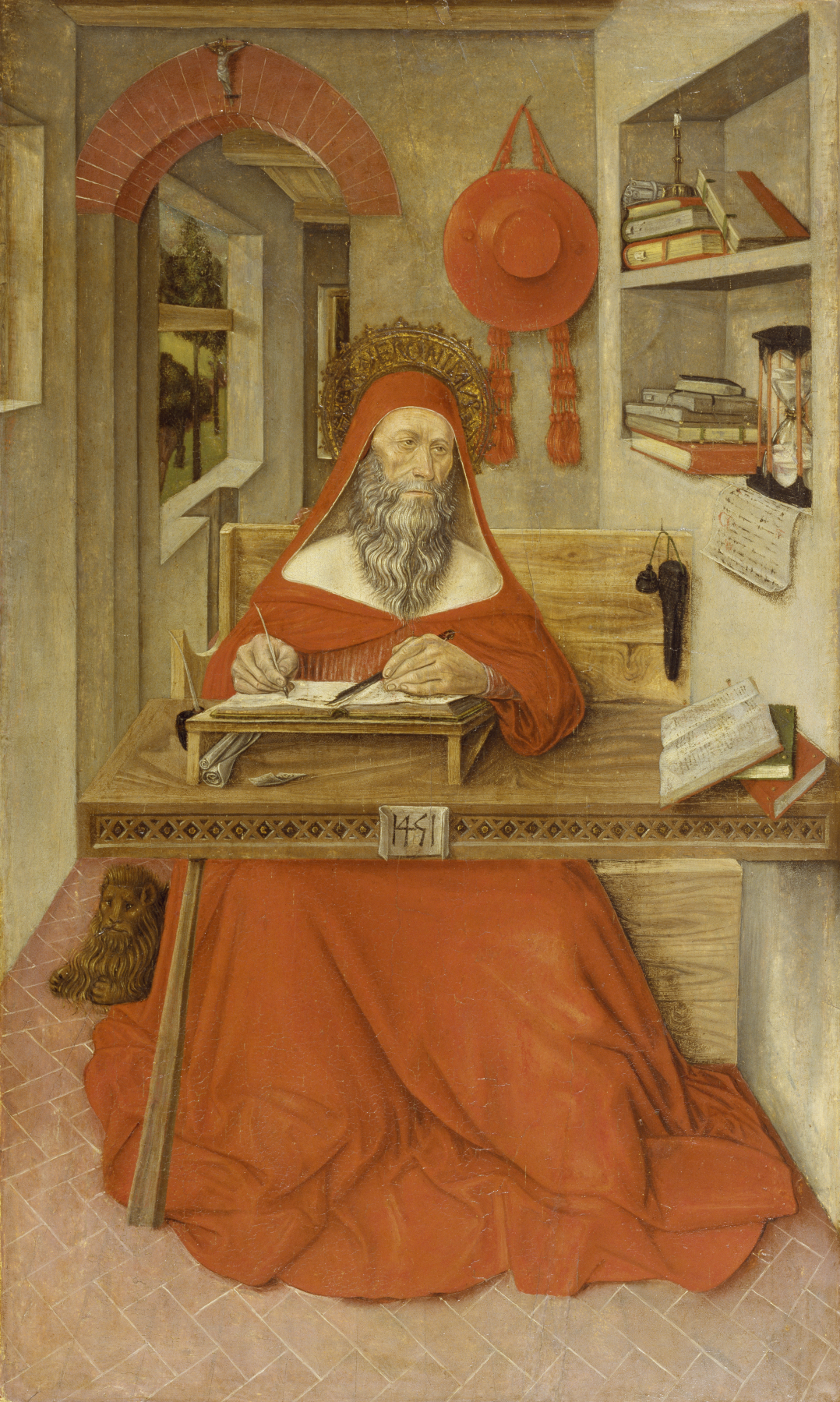
<연구 중인 성 히에로니무스>. 월터스 미술관 소장.
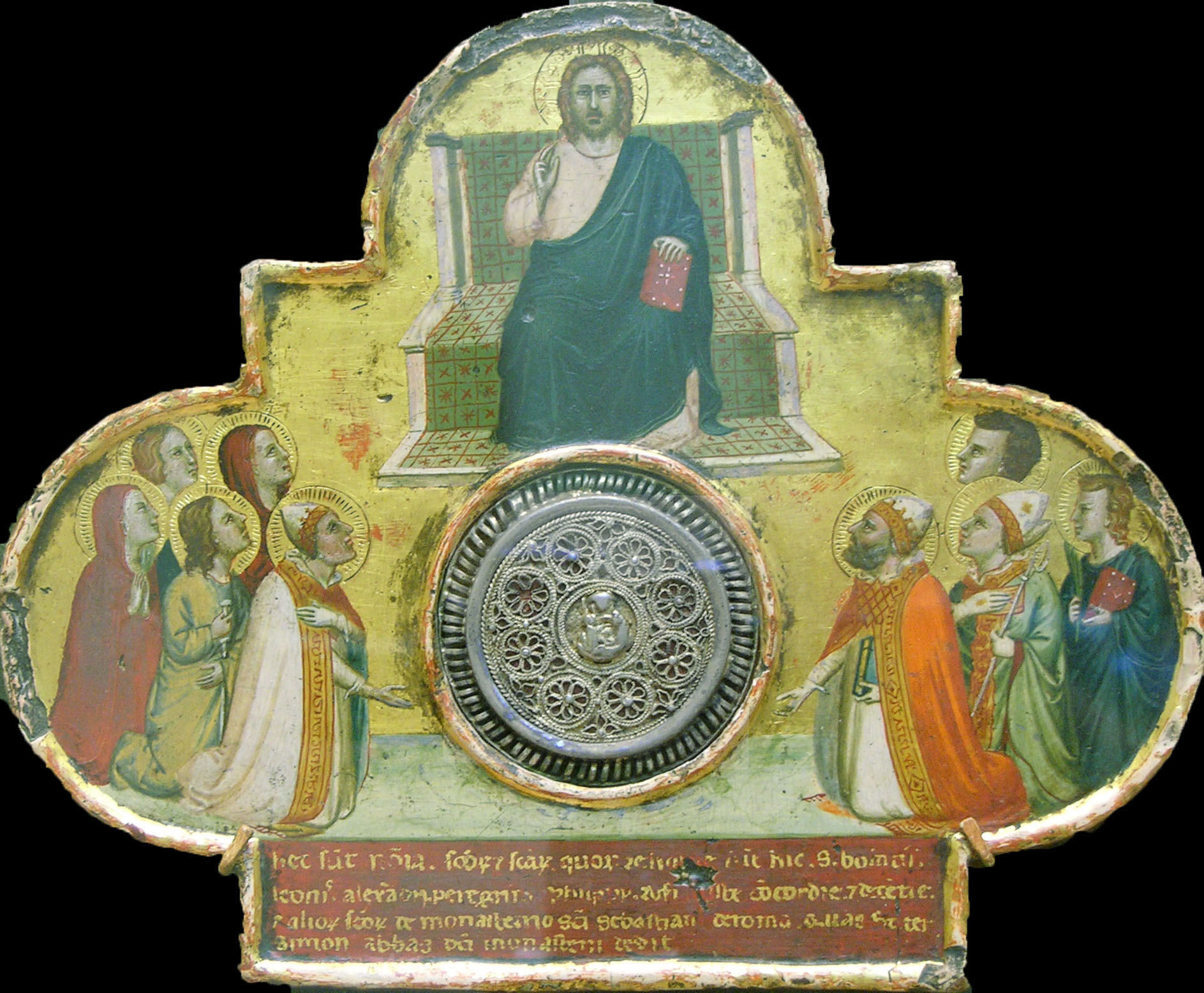
<성인들과 함께 자리에 앉으신 그리스도> (14세기경), 베르나르도 다디.